# Cencio Mantovani
Vincenzo Mantovani, detto Cencio (Castel d'Ario, 17 ottobre 1941 – Castel d'Ario, 21 ottobre 1989), è stato un ciclista su strada e pistard italiano.
Da dilettante nel 1964 vinse la medaglia d'argento olimpica nell'inseguimento a squadre ai Giochi di Tokyo in quartetto con Luigi Roncaglia, Carlo Rancati e Franco Testa. Fu poi professionista dal 1967 al 1969, partecipando a due edizioni del Giro d'Italia.
A lui è intitolato il Memorial Vincenzo Mantovani, gara per ciclisti Elite/Under-23 organizzata dall'U.C. Ceresarese a Castel d'Ario.

## Palmarès
- 1962 (dilettanti)[1]

Trofeo Martiri Trentini
- 1965 (dilettanti)[1]

Coppa Negrini
Milano-Tortona
Milano-Bologna
Trofeo Gino Visentini

## Piazzamenti

### Grandi Giri
- Giro d'Italia

1968: 71º
1969: ritirato

### Competizioni mondiali
- Campionati del mondo su pista

Parigi 1964 - Inseguimento a squadre: 2º
San Sebastián 1965 - Inseguimento a squadre: 2º
- Giochi olimpici

Tokyo 1964 - Inseguimento a squadre: 2º